# Hjalmar Söderberg
Hjalmar Söderberg (2. červenec 1869, Stockholm – 14. říjen 1941, Kodaň) byl švédský spisovatel, dramatik a literární kritik. Psal zejména romány, které bývají označovány za psychologické, pesimistické, melancholické a zosobňující deziluzi konce 19. století. Většinou se odehrávají v jeho rodném Stockholmu. Filozoficky vycházel ze Schopenhauera, Nietzscheho, Darwina a Freuda. Jeho literárními vzory byly Anatole France a Herman Bang. Odmítal náboženství a metafyziku, bojoval za racionalismus. Na náboženství často přímo útočil. Důležitou roli v jeho dílech hrají sny a sexualita.

## Život
Od dvaceti let se živil jako novinář v deníku Svenska Dagbladet. Roku 1917 se z rodného Stockholmu natrvalo přestěhoval do dánské Kodaně.

## Dílo
Jeho první román vyšel roku 1895 pod názvem Förvillelser (Na scestí). Pojednává o moderním městském tulákovi – flanérovi. Jde o hrdinu bez cíle a vnitřně prázdného. Kniha vyvolala skandál kvůli erotickým scénám.
Roku 1898 vydal knihu povídek Historietter (Drobné historky). Ta byla (jako i jeho další sbírky povídek) prodchnuta více ironií a humorem, oproti jeho románům.
Román Martin Birks ungdom (Mládí Martina Bircka) z roku 1901 bývá někdy označován za autobiografický. Hlavní hrdina hodně analyzuje své dětství a rány, které tehdy utržila jeho duše. V dospělosti je postavou, která je natolik přemýšlivá a reflektující, že se nikdy neodhodlá k žádnému činu a stojí vlastně mimo život.
Velmi podobnou postavou je i lékař Glas z románu Doktor Glas, jež vyšel roku 1905 (česky roku 2000). I on utíká před skutečným životem do svých snů. Glas se však nechce se svou pasivitou smířit a rozhodne se, že musí udělat nějaký konkrétní čin, a tak zavraždí muže, který týrá svou ženu. Tato žena je Glasovou pacientkou. Ten si však pozvolna uvědomuje, že muže zabil proto, že se do své pacientky zamiloval a věřil, že i ona miluje jeho. Když se však posléze ukáže, že žena Glase nemiluje, začíná lékař střízlivět ze svých sebeklamů a trpí pocity viny. Tento román bývá označován za jeden z nejvýznamnějších severských románů vůbec. Ve Švédsku se dodnes užívá pojem "glasovská otázka" pro dilema, zda člověk smí brát spravedlnost do vlastních rukou.
Rok po Doktoru Glasovi publikoval i své nejoceňovanější drama Gertrud. Má podobné téma jako román Den allvarsamma leken (Vážná hra, česky vyšel roku 1948 pod názvem Hry se životem) z roku 1912. V prvním případě ženská hrdinka, ve druhém mužský hrdina mají nedosažitelný ideál absolutní lásky, kterému reální lidé, jež potkávají, nejsou schopni dostát.
V závěru života autor téměř přestal psát beletrii a v sérii esejů útočil na náboženství a diktátory své doby, zejména Stalina, Hitlera a Mussoliniho.